# District historique de Jefferson Park
Le district historique de Jefferson Park – ou Jefferson Park Historic District en anglais – est un district historique américain à Tucson, dans le comté de Pima, en Arizona. Inscrit au Registre national des lieux historiques le 1er mai 2012, il comprend des bâtiments dans plusieurs styles architecturaux, dont le style Pueblo Revival.